# Krishnarajapura, Kolar
Krishnarajapura là một làng thuộc tehsil Kolar, huyện Kolar, bang Karnataka, Ấn Độ.